# Rihand
Rihand (anglicky Rihand River) je řeka ve státech Čhattísgarh, Madhjapradéš a Uttarpradéš v centrální části Indie. Je to pravý přítok Sónu (povodí Gangy). Je 250 km dlouhá. Povodí má rozlohu 12 500 km².

## Průběh toku
Protéká oblastmi Čhota-Nagpur a Baghélkhand.

## Vodní režim
Maximální průtok má od července do září. Průměrný roční průtok vody je 200 m³/s.

## Využití
U města Pipri bylo v letech 1953-61 vybudováno komplexní hydrotechnické zařízení, které zahrnuje hráz (výška 90 m a délka 900 m), přehradní nádrž (rozloha 460 km²) a vodní elektrárna (240 MW). Voda se využívá na zavlažování území o rozloze 8 500 km².